# 満井佐吉
満井 佐吉（みつい さきち、1893年（明治26年）5月5日 - 1967年（昭和42年）2月16日）は、日本の陸軍軍人、政治家。
衆議院議員を1期務めた。軍人としての最終階級は歩兵中佐。

## 人物
福岡県企救郡、のちの小倉市字横代（現北九州市小倉南区横代）で生まれる。多情多感の熱血漢であり、能弁の士であった。
皇道派に属し、1935年に永田鉄山軍務局長を相沢三郎中佐が斬殺した、いわゆる相沢事件では、軍法会議において陸士同期である相沢の特別弁護人をつとめた。1936年、二・二六事件に関与したとして、禁錮3年の判決を受け免官となった。これにより正六位を失位、勲三等及び大正三年乃至九年戦役従軍記章、昭和六年乃至九年事変従軍記章戦捷記章、大礼記念章（大正/昭和）を褫奪された。
その後、国防力の充実とアジア進出を主張する天関打開期成会を結成。1942年の翼賛選挙には衆議院議員に無所属（非推薦）で立候補、当選している。戦後、公職追放となった。

## 陸軍大学校教官として
陸大学生として満井の教育を受けた高山信武によれば、満井は戦術や戦史の講述中でもしばしば興奮して時勢を慨嘆して軍部の進路を憂慮しており、満州事変における軍部の独走と政府の右往左往を嘆いていた。
教官としての教育態度は単に戦術戦史の研究に留まらず、学生達が将帥として、参謀としての将来を考え、学生の人格形成を強く願望していたという。

## 経歴
- 1914年（大正3年）5月 陸軍士官学校卒業（第26期）
  - 12月 歩兵少尉任官
- 1918年（大正7年）7月 歩兵中尉昇進
- 1923年（大正12年）8月 歩兵大尉昇進
- 1924年（大正13年）11月 陸軍大学校卒業（第36期）
- 1929年（昭和4年）8月 歩兵少佐昇進
- 1930年（昭和5年）5月 ドイツ駐在
- 1931年（昭和6年）8月 歩兵第48聯隊大隊長
- 1932年（昭和7年）8月 歩兵第56聯隊大隊長
- 1933年（昭和8年）8月 歩兵中佐昇進
- 1934年（昭和9年）8月 陸軍大学校教官
- 1936年（昭和11年）8月 二・二六事件で起訴され、翌年1月に禁錮3年の判決を受け、免官される。
- 1938年（昭和13年）11月 出獄
- 1940年（昭和15年） 天関打開期成会結成
- 1942年（昭和17年） 第21回衆議院議員総選挙に福岡2区から立候補し当選。
- 1946年（昭和21年）公職追放